# Given Up
«Given Up» (с англ. — «Сдавшийся») — вторая песня и четвёртый сингл группы Linkin Park из альбома «Minutes to Midnight». Был выпущен 17 февраля 2008 года в Великобритании.

## Информация
«Given Up» является одной из самых тяжёлых песен альбома, наряду с No More Sorrow. Также это одна из трёх песен с альбома, содержащая нецензурную лексику. Скрим Честера перед последним припевом длится 17 секунд и является самым длинным скримом, исполненным Честером в песнях Linkin Park за всю историю существования группы. На заднем плане можно услышать звуки звона ключей и ритмичное хлопанье. Песня была представлена как сингл 3 марта 2008 года.

## Исполнение на концертах
«Given Up», наряду с такими хитами, как «What I've Done» и «No More Sorrow», дебютировал 28 апреля 2007 года в Берлине, Германия. Live-версии этих песен доступны на CD с синглом «Bleed It Out».
Песня исполняется на концертах и по сей день — начиная с туров Projekt Revolution 2007 и по From Zero Word Tour (новым составом группы включая вокалистку Эмили Армстронг, барабанщика Колина Бриттэна и гитариста Алекса Фэдора).

## Клип
Клип на песню показывает выступление группы на концерте. Режиссёром является Марк Файор. На данный момент клип имеет чуть более 181 миллиона просмотров на Youtube.

## Саундтрек
Трек Given Up был включён в Xbox 360, PlayStation 3 и Nintendo Wii-версии музыкальной видеоигры Rock Revolution.
Кроме того, песня использовалась в трейлере фильма «Адреналин 2: Высокое напряжение», в котором Честеру досталась комичная камео-роль.
В одной из сцен фильма «Ред 2» можно слышать инструментальную версию данной песни.

## Список композиций
| №  | Название   | Длительность |
| -- | ---------- | ------------ |
| 1. | «Given Up» | 3:09         |

## Чарты
| Чарт (2008)                         | Позиция |
| ----------------------------------- | ------- |
| US Billboard Modern Rock Tracks     | 4       |
| US Billboard Mainstream Rock Tracks | 5       |
| US Billboard Hot 100                | 99      |
| US Billboard Pop 100                | 78      |
| Portugal Singles Chart              | 12      |
| German Singles Chart                | 53      |
| Czech Singles Chart                 | 15      |
| Polish Singles Chart                | 31      |
| UK Rock Chart                       | 4       |
| UK Singles Chart                    | 29      |
| Venezuela Pop Rock (Record Report)  | 4       |